# Club Necaxa
Para el equipo de béisbol, véase Electricistas del Necaxa.
Impulsora del Deportivo Necaxa S.A. de C.V., o simplemente Club Necaxa, es un equipo de fútbol profesional de la Primera División de México. Fue fundado el 21 de agosto de 1923 en la Ciudad de México por el ingeniero de origen escocés William H. Frasser. En el año 2003, cambió de sede a la ciudad de Aguascalientes, en el estado homónimo, disputando sus partidos como local en el Estadio Victoria; y los colores tradicionales del uniforme necaxista son el rojo y el blanco.
Cuenta en su palmarés con 12 títulos (tres de Liga, cuatro de Copa México, dos de Campeón de Campeones, uno de la Supercopa de México, uno de la Copa de Campeones de la Concacaf y uno de la Recopa de la Concacaf), así como también cuatro títulos de la Liga de Ascenso y dos como ganador de la serie por el ascenso. En el periodo previo a 1943 ganó cuatro campeonatos de liga, dos de Copa México y dos de la Copa Eliminatoria.
Fue el primer equipo que obtuvo el doblete en México, conquistando la Liga y la Copa, en la misma temporada, esto en 1932-33, tomando así el sobrenombre de Campeonísimo, convirtiéndose en el primer equipo en el fútbol mexicano que portaría ese apodo.
A nivel internacional y más allá de sus títulos confederativos, su actuación más destacada fue al obtener el tercer lugar en el Campeonato Mundial de Clubes de la FIFA 2000 realizado en Brasil.
Ocupa el séptimo lugar en el listado de la Federación Internacional de Historia y Estadística de Fútbol del Club del Siglo de Norte y Centro América (1901-2000) siendo el club mexicano mejor ubicado.

## Historia

### Fundación y primeros años
En 1922, el gerente de la compañía Luz y Fuerza del Centro era el ingeniero escocés William H. Frasser, quien en su época de estudiante había sido un devoto practicante del fútbol, estaba convencido de que el deporte podía beneficiar a los obreros y por eso patrocinaba dos equipos de fútbol, el Tranvías y el Luz y Fuerza; ambos jugaban en los campos de la Colonia Condesa de la Ciudad de México y fueron parte de la primera temporada (1922-23) del campeonato de liga organizado por la recién fundada Federación Mexicana de Fútbol. De la fusión de ambos equipos nació el 21 de agosto de 1923 un club de uniforme rojiblanco que tomaría su nombre del río cuyas aguas generaban la electricidad que iluminaba la Ciudad de México: Necaxa. Su debut se produjo dentro del campeonato de liga 1923-24.
Atraídos por la posibilidad de obtener un buen empleo como oficinistas o electricistas, que además les dejara tiempo libre para practicar el balompié, llegaron en 1926 el uruguayo Luis Mardones y el portero austriaco Ernesto Pauler. En 1929, desembarcó el peruano Julio Lores y llegaron los tapatíos Luis "Pichojos" Pérez e Ignacio “Calavera” Ávila.
La fama del Necaxa como equipo de gran técnica surgió en 1926. Muchos aseguraban que su sistema de pases cortos, rápidos, pegados al pasto revelaba la verdadera escuela del fútbol mexicano. El entrenador, el inglés Alfred Crowle (exjugador de Pachuca y uno de los impulsores del fútbol en México), pensaba que esa técnica, derivada de la escuela escocesa, era la mejor se adaptaba al estilo del futbolista local.
En la temporada 1924-25, consiguió su primer título, ganando la Copa Eliminatoria al vencer al América. Para la siguiente temporada 1925-26, se proclaman bicampeones de la Copa Eliminatoria al vencer al España.
En febrero de 1927 recibe México por primera vez a un equipo sudamericano, el Colo-Colo y Necaxa es el encargado de recibirlo, por lo que se convierte en el primer equipo mexicano en abrir una serie internacional contra un equipo sudamericano. El partido se llevó a cabo el 12 de febrero de 1927 y el conjunto chileno ganó 3 goles por 0.
A pesar de presentarse sus primeros éxitos, pasaron algunos años de formación para que el conjunto de los electricistas empezará a triunfar en el recién fundado Campeonato de Primera Fuerza, entonces dominado por el América y los clubes hispanos España y Asturias.
El campeonato 1931-32 fue una lucha cerrada entre Necaxa, Asturias y Atlante. La primera vuelta terminó con electricistas y asturianos empatados con 11 puntos, por 10 del equipo atlantista. Con el impulso anímico de haber vencido a equipos extranjeros durante el receso de media temporada, el equipo azulgrana remontó la desventaja al inicio de la segunda vuelta y llegó a la jornada final con 22 puntos, los mismos que Necaxa. La última jornada los enfrentó el 14 de agosto con resultado final de 3-3, lo que obligó a una serie de tres partidos de desempate los días 21 y 28 de agosto, así como el 4 de septiembre, con la particularidad de desarrollarse todos en el Parque Necaxa. A pesar de ello, Atlante venció en el primer duelo 3-2, empató a un tanto el segundo y finalmente el 4 de septiembre de 1932 con gol de Juan Carreño se proclamó campeón del fútbol mexicano con marcador 1-0. A partir de ese momento con Necaxa se construiría una de las más fuertes rivalidades del fútbol mexicano, y quizás la primera entre dos cuadros compuestos en su mayoría por mexicanos.

### ElCampeonísimode«los Once Hermanos»
Recibieron el sobrenombre de los “Once Hermanos” ya que, en el terreno de juego se entendían a la perfección, ellos eran: Raúl "Pipiolo" Estrada, Lorenzo "Abuelo" Camarena, Antonio Azpiri, Guillermo "Perro" Ortega, Ignacio "Calavera" Ávila, Marcial "Ranchero" Ortiz, Vicente "Chamaco" García, Tomas "Poeta" Lozano, Hilario "Moco" López, Julio "Chino" Lores y Luis "Pichojos" Pérez.
Conjunto caracterizado por la camaradería entre sus integrantes, el Necaxa ganó a pulso el sobrenombre de «los 11 hermanos». Su cercanía con los sectores populares, el fútbol desplegado y la categoría de ídolos, que varios de sus integrantes alcanzaron (en especial Horacio Casarín), le permitieron convertirse en un equipo con mucho apoyo en las tribunas y consecuente popularidad. Obtuvo los títulos de liga de 1932-33, 1934-35, 1936-37 y 1937-38. Así como la Copa México de 1932-33 y 1935-36. Convirtiéndose en el primer equipo en conseguir el doblete de Liga y Copa del fútbol mexicano.

#### Doblete 1932-33
Luego del cerrado campeonato que concluye con la coronación atlantista, Necaxa permaneció junto con los azulgranas como contendiente directo del título, manteniendo la cerrada pelea en la temporada 1932-33. Nuevamente el partido de la última jornada los enfrentó empatados ambos en el primer lugar con nueve puntos, por lo que un empate los pondría otra vez en una serie final. Sin embargo, el cuadro electricista que comenzó a ejercer una hegemonía en el fútbol mexicano y sobre el propio Atlante, venció a este con la mayor goleada a favor del club en la historia, con marcador 9-0; resultado que hizo innecesaria la serie de desempate, y de este forma Necaxa se coronó y surgió su dinastía el 4 de junio de 1933 sobre la cancha del Parque Necaxa.
El equipo dirigido por Alfred Crowle, refrendó su calidad de campeón en la Copa México 1932-33, la primera versión oficial de un torneo copero organizado por la Federación y con el respaldo del presidente Lázaro Cárdenas. Vencieron en cuartos de final 6-0 al Club México, en semifinales 5-1 al Asturias y se coronaron en la final el 23 de julio de 1933, con triunfo 3-1 sobre el Germania FV; los goles necaxistas cayeron por cuenta de José Ruvalcaba e Ignacio Ávila (2), el partido se jugó en su cancha, el Parque Necaxa. Era la primera vez en la historia que un conjunto ganaba Liga y Copa en la misma campaña.

#### Campeonatos de 1935
Luego de quedar relegado de la disputa por el título de 1933-34 (no estuvo entre los tres líderes que se enfrentaron en un triangular de desempate), el Necaxa de la campaña 1934-35 tuvo uno de los mejores desempeños estadísticos de la historia, pues acumuló 27 de 30 puntos en disputa, producto de 13 victorias, un empate y una derrota, teniendo un balance goleador de 69 tantos anotados y 25 admitidos.
El torneo empezó el 25 de noviembre de 1934 con un empate a dos tantos con Asturias, para después hilvanar 12 triunfos consecutivos, una marca de todos los tiempos, aún vigente en el fútbol mexicano. Necaxa solo perdería en la penúltima jornada 3-1 con España, ya con el título de liga asegurado. Esto en el marco de una campaña sui géneris en la que se disputaron tres rondas de partidos, esto ante el bajo número de participantes (6 equipos).
Obtuvieron el primer título internacional para el fútbol mexicano en el torneo futbolístico de la tercera edición de los Juegos Centroamericanos y del Caribe, los cuales se celebraron en El Salvador en 1935. El equipo electricista, debido al gran momento por el que atravesaba en la liga, la federación decidió investirlo como Selección Nacional y lo envió a participar. Tras derrotar por un amplio marcador a la anfitriona selección salvadoreña por 8-1 en su debut el 27 de marzo, el cuadro mexicano vencería a los representantes guatemaltecos por 5:1, a la selección cubana por 6:1 y a la selección hondureña por 8:2. El 2 de abril, después de vencer a la selección costarricense por 2-0, México se consagró campeón y obtuvo la medalla de oro. Salvo tres refuerzos del América, España y Atlante, la totalidad del plantel la conformaron jugadores del equipo electricista.
Además de esto, Necaxa también fue investido como seleccionado representativo del Distrito Federal para disputar el Campeonato Nacional Amateur, mismo que ganó. Para entonces el entrenador Alfred Crowle ya había renunciado a su puesto debido a problemas personales, siendo sustituido por el exportero del equipo Ernesto Pauler, que después de conquistar el Campeonato Nacional, ganaría el título de la Copa México 1935-36 (disputada todavía en el año de 1935) venciendo 9-0 en la semifinal a América y 2-1 en la final a Asturias en 28 de junio de 1935 con goles de Efraín Ruiz e Hilario López, el juego fue disputado en el Parque Asturias; por todo lo anterior, a finales del mismo año, los necaxistas reciben por parte del columnista Francisco Martínez de la Vega en el diario La Afición y por primera vez en la historia del fútbol mexicano, el sobrenombre de "Campeonísimo".

#### El bicampeonato 1936-38
Después de los éxitos obtenidos, el equipo comenzó a renovarse poco a poco. El entrenador Ernesto Pauler promovió la creación de secciones juvenil de las cuales surgieron nuevos jugadores, entre ellos un joven de 17 años, hijo de un militar y figura de los Campeonatos Nacionales de 1936: Horacio Casarín.
De la mano de la juvenil figura y los consagrados del club, Necaxa obtuvo un nuevo título de liga en la temporada 1936-37, de manera un tanto holgada, al concluir el certamen con cuatro puntos de ventaja, frente a su rival más constante de la época, el Atlante.
Si las anteriores ligas habían sido disputadas fuertemente con Atlante, América y el España; el campeonato de la campaña 1937-38, encontró como principal opositor al Asturias; con quien desde la temporada anterior había disputado partidos esencialmente caracterizados por el exceso de fuerza física y violencia con que se llevaron a cabo. A pesar de vencerlo 1-0 en la primera vuelta, esta terminó con ambos clubes empatados, posteriormente durante la mayor parte de la segunda vuelta, los asturianos mantuvieron el primer sitio. Nuevamente como en otros desenlaces, los dos equipos que ocupaban las primeras posiciones llegaban empatados a la última fecha y convertían su duelo en una especie de final. De esta manera el 3 de julio de 1938, en el Parque Asturias, Necaxa y el conjunto de la Casona se enfrentaron para dirimir el título; los electricistas pasaron sobre el rival con marcador de 5-1 y lograron con un título de liga, cerrar su trascendente etapa.
Todavía en un resquicio de su etapa ganadora, Necaxa disputó de manera sobresaliente el título de 1938-39, en una campaña marcada por el incidente de la quema del Parque Asturias, luego de la desafortunada lesión que marginó un año de las canchas a la figura Horacio Casarín. Esto ocurrió el 26 de marzo de 1939, precisamente en el partido en el que Asturias y el Necaxa disputaban el primer lugar, que llevaría a consagrarse campeones de la temporada 1938-39 en la semana 15 a los asturianos. El Necaxa necesitaba ganar para empatar al Asturias, o quedaba sin aspiraciones al título. El árbitro en ese partido fue Fernando Marcos y el resultado fue de empate a dos.

### Desapariciones y regresos
Durante la campaña 1942-43 dos acontecimientos definieron el futuro del equipo, primero la muerte del fundador y benefactor del equipo William. H. Frasser; la familia del ingeniero, herederos del Parque Necaxa y ajenos al ámbito futbolístico, no tenían intenciones de mantenerse ligados al equipo y ya planeaban desmantelar el estadio y vender los terrenos, ubicados en una zona estratégica, en pleno auge urbanístico de la Ciudad de México durante la regencia de Javier Rojo Gómez. En segundo lugar ocurrió un cambio en el manejo contractual de los futbolistas agremiados; en abril de 1943, a iniciativa del presidente del Club América César Martino, los clubes integrantes de la liga acordaron ceder a las presiones gubernamentales y se promovió el registro formal de la profesión “jugador de fútbol” en la Secretaría del Trabajo y los consecuentes impuestos frente a Hacienda.
Es decir, el cambio de paradigma del campeonato de la Liga Mayor aquel año, no tuvo relación alguna con una refundación, cambio de nombre o estatutos y tampoco con el inicio de un nuevo formato de competencia. Era en todo caso un cambio contractual y fiscal de la relación entre liga y autoridades, que no afectaba la continuidad histórica del torneo fundado en 1922. En dicha asamblea, se aprobó la inclusión de Guadalajara y Atlas a la Copa México 1942-43 y la Liga Mayor 1943-44.
Tanto la compañía Luz y Fuerza del Centro, que empleaba en sus filas a los jugadores, como la familia Frasser, se opusieron al cambio por lo oneroso de sus consecuencias, sin embargo pretextaron que “el espíritu deportivo del Necaxa no concuerda con la comercialización del balompié mexicano”.
La venta del “Parque Necaxa” era buen negocio y la desaparición del equipo era casi inminente. El equipo se despidió en la semana 26 de la liga 1942-43, el 18 de abril de 1943 en el juego contra el España; el marcador fue de 4-3 favorable al Necaxa, duelo celebrado en el Parque España. La gente en las tribunas todavía no podía creer que su equipo, el más importante de México, fuera a desaparecer, y lloraba amargamente durante el partido; El equipo ya no participó del torneo de copa que comenzó un mes después. El Sindicato Mexicano de Electricistas asumió la propiedad del equipo y lo trató de conservar en la Liga Menor; con la administración de los trabajadores se mantuvieron siete años en esa liga.
Al final de la temporada 1949-50 los clubes España y Asturias anunciaron su retiro de la Liga Mayor; ante ello el gremio electricista, liderado por el senador Juan José Rivera Rojas, comenzó a gestionar con la Federación Mexicana de Fútbol se le permitiera al equipo ocupar una de las dos plazas vacantes que quedarían en el máximo circuito. El regreso del club fue aprobado por los federativos, y el 24 de septiembre de 1950 este se produjo formalmente en la jornada uno de la temporada 1950-51. Necaxa retornó con un empate a cero goles frente a Guadalajara en la cancha del Parque Oblatos. El regreso incluyó la participación y campeonato de goleo del último jugador activo de la época de los Once hermanos: Horacio Casarín. Los electricistas concluyeron en tercera posición, debajo de Atlas y Atlante, a solo dos puntos del campeón rojinegro.
Las siguientes temporadas el Necaxa es dirigido por el español José Antonio López Herranz, consiguiendo pésimos resultados. En 1954, López Herranz es despedido y Fernando Marcos González es contratado como técnico de los rojiblancos.
Hacia 1955 las deudas del club obligan al Necaxa a vender a sus estrellas; pero eso no fue la solución a los problemas económicos y entonces el equipo fue vendido a Miguel Ramírez Vázquez, quien contrata al uruguayo Donaldo Ross, que había sido campeón con Guadalajara.
Los electricistas ganaron el título de Copa México en la temporada 1959-1960; iniciaron su camino en la fase previa superando al Zamora con global de 8-2, en los cuartos de final vencieron a Celaya con acumulado de 7-2 y en la semifinal dieron cuenta de Toluca con global de 3-2. La final se disputó a partido único en el estadio de Ciudad Universitaria el 17 de abril de 1960; retomaron el camino de campeonatos, tras derrotar al Tampico 4-1 con tantos de Alberto Evaristo (2), Benjamín Fal y Alberto Baeza. Siete días después en ese mismo escenario, y luego de una larga tanda de penales cayó en el duelo del Campeón de Campeones 1959-60 ante Guadalajara.
En el contexto de la series internacionales, que eran los partidos disputados entre clubes mexicanos y extranjeros a manera de exhibición, el equipo rojiblanco habría de protagonizar uno de los duelos más destacados de estos enfrentamientos. El 2 de febrero de 1961 en el Estadio Olímpico Universitario, como parte del IV Pentagonal se enfrentaron al Santos Futebol Clube, el célebre club brasileño que tenía en sus filas a la mejor generación de su historia, encabezados por Edson Arantes do Nascimento "Pele". En un duelo marcado por la intensidad de ambos contendientes y en medio de tres volteretas en el marcador, Necaxa concretó el triunfo de 4-3 sobre la escuadra brasileña. En ese histórico partido, el “Morocho” Dante Juárez anotó dos tantos y puso dos pases de gol, el primero con tiro de Chato Ortiz y el segundo con remate de cabeza de Agustín Peniche para que Necaxa ganara el partido que es recordado como uno de los mejores juegos de un equipo mexicano.
Tras otros seis años de resultados regulares en media tabla, en la Copa México 1965-66 el equipo electricista obtendría un nuevo título al llegar de forma invicta a la final; luego de liderar su grupo (compartido con Irapuato, Oro y Ciudad Madero) con cinco victorias y solo un empate, venció con global de 5-3 a Toluca en semifinales. El duelo definitivo se jugó el 12 de abril de 1966 en el Estadio Olímpico Universitario frente a León, equipo al que venció 1-0 con gol de Agustín Peniche. Tras eso disputó y ganó el Campeón de Campeones 1965-66 al campeón de liga, el América, por un marcador de 2-0 con doblete de Dante Juárez.
Sin embargo los buenos resultados nunca fueron continuos, y la crisis deportiva se sumó a la institucional dada la poca rentabilidad del club. Necaxa había concluido en 12.º lugar la liga 1970-71, su último partido, el 18 de julio de 1971 lo saldó con goleada 7-0 frente a Irapuato. En tanto en la copa, el último certamen oficial antes de su segunda desaparición, concluyó su participación en la ronda de octavos de final al caer con global 0-4 ante Cruz Azul, siendo por tanto su último partido, el 19 de septiembre de 1971. El 22 de octubre de 1971, Julio Orvañanos decide vender el club a unos empresarios españoles que inmediatamente cambian el nombre de Necaxa por el de Atlético Español.
Tras once años de ser Atlético Español, el 21 de julio de 1982, la directiva de los denominados Toros decide retomar los colores y el nombre de Necaxa, y el equipo regresa al máximo circuito del balompié mexicano, bajo el mando de Televisa. Reapareció en un torneo amistoso disputado en el Estadio Azteca el 8 de agosto venciendo 3-1 al Santos de Brasil. El retorno formal a primera división fue el 5 de septiembre de 1982 dentro de la jornada uno del campeonato campeonato 1982-83, aquel día perdió 2-3 ante Tampico Madero en el Estadio Tamaulipas. La nueva era fue difícil y su antes enorme afición se había olvidado por completo de ellos. El Necaxa se salvó de descender en la temporada 1984-85 contra el Zacatepec, dentro de la liguilla por el no descenso.

### El equipo de la década de 1990

#### Renovación y liderato general
En la temporada 1989-1990, al mando del técnico Aníbal Ruiz, inició la renovación con la llegada del ecuatoriano Álex Aguinaga, uno de los máximos símbolos de la escuadra rojiblanca en su historia. Necaxa tuvo un destacado torneo y calificó a la liguilla, donde fue eliminado por los Pumas de la UNAM en cuartos de final. Con este resultado Aníbal Ruiz es sustituido por Eduardo Luján Manera.
La directiva trató de atraer más aficionados cuando decidieron cambiar el uniforme clásico, de camiseta blanca con 5 líneas rojas, por un uniforme la imagen de varios rayos y cambiando el mote a "rayos". En ese mismo torneo llegó el chileno Ivo Basay, que resultó un importante jugador en temporadas siguientes. Tras un torneo no muy bueno, Necaxa, tampoco calificó a la liguilla del certamen 1990-91.
Para la siguiente temporada llegaría el técnico argentino Roberto Marcos Saporiti, quien dio inicio otra buena época necaxista, al comenzar a desarrollar un nuevo estilo de juego que caracterizara al equipo y lo catapultara en la competencia. El proyecto comenzó a dar frutos al terminar como segundo lugar de la tabla general, no obstante quedaría eliminado en la fase de semifinales ante Puebla. A mediados de 1992 llega como presidente de la institución Enrique Borja y toma la decisión de dejar a Saporiti como técnico de los Rayos.
En la temporada 1992-93 la escuadra terminó como superlíder con 54 puntos, producto de 23 victorias, ocho empates y siete derrotas, un balance goleador de 76 a favor y 43 en contra; la primera posición del campeonato de liga era un sitio en el que no finalizaba desde hace 55 años. Necaxa se convirtió en un equipo fuerte, sólido y sumamente ofensivo, quedando invicto jugando como local. Ivo Basay fue el máximo anotador de la temporada con 27 tantos, pero los Rayos fueron eliminados por el Atlante con marcador global de 5-2 en la ronda cuartos de final.
En la temporada 1993-94 Necaxa fue eliminado por el América en la reclasificación. Con ese resultado, Saporiti es destituido y en su lugar la escuadra es comandada por Manuel Lapuente, quien a su llegada declara que ha llegado para hacer campeón al Necaxa; contrató a Sergio “El Ratón” Zárate, Octavio “Picas” Becerril, el chileno Eduardo Vilches, y José María “El Chema” Higareda.

#### Primer título internacional
Luego de la suspensión del torneo de Copa México que debió disputarse en la campaña 1992-93, no había equipo que pudiera asistir a la Recopa de la Concacaf (competencia disputada entre los campeones de los torneos locales de Copa), por lo que la federación determinó enviar como representante del campeonato mexicano al líder general de la fase regular en liga, el Necaxa. Su debut en un torneo internacional de clubes (obviando su representación como selección en los Centroamericanos de 1935) fue el 1 de marzo de 1993 en el Spartan Stadium de San José, Estados Unidos, dentro de la fase de cuartos de final, que se jugaba a duelo único en sede neutral. No obstante las complejidades y dificultades del torneo lo retrasaron bastante, su fase final se jugó en sede neutral hasta 1994. Necaxa venció 5-1 al club estadounidense CD México con goles de Luis Américo Scatolaro (3), Ivo Basay (2) y Ricardo Peláez. El 2 de diciembre en semifinales derrotó 4-1 al Lambada SC de Barbados. El 4 de diciembre de 1994 disputó y ganó la final de la Recopa de la Concacaf 1994 3-0 al Aurora de Guatemala, en un duelo escenificado en el Orange Bowl de Miami. Los goles corrieron por cuenta de Alex Aguinaga, Manuel Sol y Ricardo Peláez.

#### El Campeonísimo de 1994-95
En el ciclo futbolístico 1994-95, Manuel Lapuente terminó por consolidar la base de futbolistas integrados por Saporiti y aquellos traídos por él, en un esquema de juego, que si bien priorizaba lo defensivo, era sumamente efectivo al ataque. La plantilla consolidada tenía como principales referentes a: Nicolás Navarro, José María Higareda, Eduardo Vilches, Octavio Becerril, Gerardo Esquivel, Ignacio Ambriz, Álex Aguinaga, Luis Hernández, Alberto García-Aspe, Efraín Herrera, Ricardo Peláez, Sergio Zárate e Ivo Basay.
El equipo no desentonó en medio de una temporada de liga, la 1994-95, caracterizada por su espectacularidad y marcadores abultados, donde equipos como Guadalajara, Cruz Azul y especialmente el Club América de Leo Beenhakker, marcaron el ritmo del certamen. Necaxa concluyó como cuarto lugar de la tabla, destacando en su camino de la fase regular, su invicto hasta la jornada 11, las goleadas 7-0 a Atlante y 6-0 a Monterrey y el triunfo 2-1 ante América donde lo despojó del liderato en medio de su racha de goleadas.
Durante los tres primeros meses de 1995 se disputó simultáneamente la Copa México 1994-95, la cual se jugó con equipos del máximo circuito y de la recién creada Primera División "A". Necaxa venció en penales a Pachuca en primera ronda y a América en semifinales. Conquistó el título de copa el 15 de marzo de 1995 al derrotar 1-0 a Veracruz con gol de Ricardo Peláez, el partido se disputó en el Estadio Cuauhtémoc como sede neutral.
En la fase final del campeonato de liga venció en los dos duelos de cuartos de final a los Tecos de la UAG, en semifinales el empate global a uno con el líder general del torneo, el Guadalajara, se desempata con la regla del gol de visitante en favor de los necaxistas. En la final enfrentaron Cruz Azul, el equipo más goleador de la fase regular. El juego de ida en el estadio Azteca concluyó con empate a un tanto. Finalmente el 4 de junio de 1995, en el juego de vuelta, disputado también en el Estadio Azteca, y luego de una destacada participación de su defensa y la efectividad de sus delanteros, Necaxa consiguió el título de liga al vencer 2-0 a la Máquina celeste con goles de Alex Aguinaga e Ivo Basay.

#### El bicampeonato 1995-96
Para la temporada siguiente, la 1995-96 Basay se va del equipo. No obstante el club no vio mermada su capacidad ofensiva, si bien ya no fue tan prolífico, su efectividad se mantuvo. Sin la espectacularidad de la campaña pasada, Necaxa concluyó la fase regular como segundo de la tabla. En la liguilla, su defensiva fue la clave para superar al campeón de copa y recién descendido Tigres de la UANL con global 2-1; misma situación en semifinales con América al que derrotó con global de 3-1. En la final se enfrentó a Atlético Celaya con el astro español Emilio Butragueño, con un empate a uno en el partido de ida en el estadio Miguel Alemán Valdez el 1 de mayo, todo se definió en la vuelta el 4 de mayo de 1996 en el Estadio Azteca; no obstante dado lo cerrado del juego, el marcador quedó 0-0; la regla que otorga el triunfo al equipo con más goles como visitante le dio el título, así los Rayos se coronaron bicampeones. Era ya el “Equipo de la Década”.
Posteriormente llegó a la final contra Santos Laguna en el Invierno 1996 (primer torneo corto) y perdió quedando cerca de ser tricampeón. Al final del torneo Invierno 1997 Lapuente deja al Necaxa debido a que es llamado como nuevo entrenador de la selección nacional de México. En su lugar se queda Raúl Arias, debutando al siguiente torneo Verano 1998, llegando a la final en contra del Deportivo Toluca, quien venció a la escuadra de Árias acabando con las ilusiones de alzar la Copa nuevamente.

#### Campeonato del Invierno 1998
De nueva cuenta, en medio de un certamen caracterizado por el fútbol ofensivo, Necaxa no desentonó frente al dominio en la fase regular del líder Cruz Azul, el campeón defensor Toluca y el Guadalajara. Concluyó en cuarto lugar de la tabla, superó por mejor posición en la tabla a Tecos de la UAG en los cuartos de final, luego de empatar a tres en el global, en semifinales hizo valer su localía derrotando al Atlas 3-2. En la final, enfrentó al Guadalajara, el empate a cero en el juego de ida en el estadio Azteca restaba a sus posibilidades, sin embargo daría la sorpresa al vencer con marcador de 2-0 al conjunto chivista con tantos de Salvador Cabrera y Sergio Vázquez, el 13 de diciembre de 1998 en el Estadio Jalisco. Destacaron en este torneo las figuras de Adolfo Ríos, José María Higareda, Sergio Almaguer, Markus López, José Luis Montes de Oca, Salvador Cabrera, José Manuel de la Torre, Marco Antonio Sánchez, Álex Aguinaga, Sergio Vázquez, Sergio Zárate, Raúl Gordillo, Carlos Hermosillo, David Oliva y Sergio Olvera.

#### Campeón de Concacaf
Inició su participación en la Copa de Campeones de la Concacaf 1999 el 18 de agosto en la ronda de reclasificación al vencer en la tanda de penales 4-3 (previo empate a un tanto) a Los Angeles Galaxy en el Memorial Coliseum de Los Ángeles. Clasificó a la fase final que se jugó en sede neutral (Las Vegas). Venció 3-2 a Deportivo Saprissa en cuartos de final y 3-1 a D.C. United en semifinales. La final se disputó el 3 de octubre de 1999, el equipo rojiblanco conquistó su segundo título internacional, el primero de la máxima competencia de Concacaf al derrotar 2-1 (goles de Álex Aguinaga y Sergio Vázquez) a la Liga Deportiva Alajuelense en el Estadio Sam Boyd. El título coincidió con la primera concesión o clasificación del monarca confederativo al Campeonato Mundial de Clubes de la FIFA, la edición de Brasil 2000.

### Década de 2000: Internacionalización
En enero de 2000 los Rayos del Necaxa viajan a Río de Janeiro, donde visitan zonas marginadas del poblado, regalan playeras y boletos a niños de escasos recursos para que los apoyen en sus juegos. Debuta en el Mundial de clubes de Brasil 2000 el 6 de enero ante el vigente campeón de la Liga de Campeones de la UEFA 1998-99 y la Copa Intercontinental 1999, el Manchester United, con quien empató a un tanto en la primera jornada de la fase de grupos. El 8 de enero derrota 3-1 al campeón de Oceanía, el South Melbourne Football Club; culmina la fase de grupos con derrota 1-2 ante el campeón de la Copa Libertadores 1998, el Vasco da Gama. Tal como lo marcaba el entonces formato de competencia, al terminar como segundo lugar del grupo, por encima del Manchester y el Melbourne clasifica al duelo por el tercer lugar, donde se mediría al legendario Real Madrid. El partido se llevó a cabo el 14 de enero de 2000 en el Estadio de Maracaná; luego de iniciar perdiendo en el primer tiempo, empató el marcador de manera definitiva a un tanto, obra de Agustín Delgado; en la definición por penales, Necaxa obtuvo el tercer lugar al superar al conjunto merengue 3-4.
Tras los éxitos logrados, Necaxa fue invitado a participar en la Copa Merconorte 2001, donde superaron a sus rivales sudamericanos al calificar a la segunda fase con una destacada cifra de cinco victorias contra una sola derrota, en total 15 puntos en el grupo A que incluía al América de Cali, Alianza Lima y Aucas, cayendo únicamente con este último equipo en condición de local. Pero los Rayos fueron eliminados en las semifinales por Millonarios de Colombia, pues, después de empatar en marcador global 5-5, perdieron en penales 3-1.
Necaxa logró situarse por sexta vez en una final Verano 2002 posicionándose en el 7.º lugar de la tabla general, derrotando a Toluca en los cuartos de final, en semifinales derrotando a Santos Laguna y perdiendo en la final contra el América ganando el título de liga después de 13 años sin obtenerlo.
En él Apertura 2003, el Estadio Victoria de la ciudad de Aguascalientes se convierte en la nueva casa de los Rayos del Necaxa, esto se debió al intento de la directiva de darle una nueva identidad al equipo y poder tener una afición propia, cosa que no se logró en el D.F., donde otros equipos (América, U.N.A.M., Cruz Azul, Atlante), gozaban de la simpatía de los aficionados. A partir del 2001 la directiva inició el cambio de sede jugando partidos ocasionales de la liga y la Copa Merconorte 2001 en el estadio municipal de la capital hidrocálida, pero fue hasta el Apertura 2003, cuando se hizo el cambio final.
En el 2007 el Necaxa logró su pase a la Copa Libertadores 2007, siendo campeón del Torneo InterLiga 2007. Ya en la Copa Libertadores de América de ese año, en la fase de grupos, el Necaxa no perdió un partido de local, logrando su pase como primer lugar del Grupo 2, seguido por el Sao Paulo de Brasil y el Audax Italiano de Chile; El Necaxa fue eliminado en octavos de final por el Nacional de Uruguay, el partido de vuelta, donde el Necaxa tenía la localía, un concierto de la cantante colombiana Shakira, impidió que el juego se realizara en Aguascalientes (Shakira cantó en el Estadio Victoria) y tuvo que jugar su partido definitivo en su antigua sede, el Estadio Azteca, donde solo necesitaba de un gol, para clasificarse (perdió 2-3 en Uruguay), pero a pesar de eso, los uruguayos lograron anotar en cuarto gol y con ello, clasificarse a la siguiente ronda.
Desde el 2006 la directiva del Club Necaxa empezó a tomar decisiones equivocadas, el detonador de este declive fue cuando la directiva necaxista al término de la Clausura 2005 destituyó a Raúl Arias por no cumplir con las expectativas del club, terminando con 8 años de estabilidad porcentual, del 2005 al 2009 pasaron por el puesto de director técnico ocho entrenadores que no pudieron enderezar el rumbo.

### Liga de Ascenso
Finalmente, en el Clausura 2009 y tras las malas temporadas llegó a la última fecha compitiendo con Tigres de la UANL en la lucha por no descender; solo necesitaba ganar y que perdiera o empatara Tigres para salvarse, pero perdió con el Club América, mientras que su rival directo empató con Monarcas Morelia, descendiendo por primera vez en su historia.
Ahora en la Liga de Ascenso empezaría un nuevo reto para el conjunto de Aguascalientes, el primer partido en la división de plata del fútbol mexicano para Necaxa fue contra Tiburones Rojos de Veracruz, en un Estadio Victoria casi vacío por el descenso vivido meses atrás, ganando por un gol a cero, dando un inicio aceptable; el equipo concluyó el Clausura 2009 en tercer lugar de la tabla general con 8 victorias, 4 empates y 4 derrotas, ya en liguilla el rival de los cuartos de final fue Cruz Azul Hidalgo el cual que venció 3-1 en el global, ya en semifinales Necaxa enfrentó a Lobos de la BUAP derrotándolos 2-0 en el global avanzando a la gran Final.
Necaxa visitó el Estadio Sergio León Chávez de Irapuato el 12 de diciembre del 2009 y se llevaron el título de campeones del Apertura 2009, al empatar 3-3, y vencer en el global 4-3, con los Freseros de Irapuato.
Necaxa empezaría el Bicentenario 2010 con medio boleto para regresar a Primera división. Siguiendo con el paso perfecto terminó el torneo regular invicto con 8 victorias, 8 empates y 0 derrotas terminado en 2.º lugar solo debajo del León. Tras haber vencido con marcador global de 2-0 a los Lobos de la BUAP en los cuartos de final y 5-2 global al Tijuana en semifinales, se presentó a su cita en la final contra el León, quien había entrado a la liguilla en primer lugar y por ende directo a semifinales donde derrotó 2-0 en la ida y 5-0 en la vuelta a La Piedad para un global de 7-0. A raíz de estos resultados el 5 de mayo se dieron cita en el Estadio Victoria para enfrentarse en juego de ida de la final, misma que fue ganada por el Necaxa 3-0; el día 8 de mayo de 2010 Necaxa culmina su regreso al máximo circuito perdiendo 2-1 el partido de vuelta en el Nou Camp estadio de León y así coronándose por marcador global de 4-2 y proclamándose bicampeones.

### Regreso a primera y segundo descenso
Necaxa regreso a Primera división en el Apertura 2010 teniendo en torneo muy complicado. Tras 6 jornadas con un balance regular de 1 victoria, 3 empates y 2 derrotas es cesado como director técnico Omar Arellano y en su lugar llega Daniel Brailovsky para completar el torneo, pero que fue un movimiento inadecuado ya que tuvo un balance irregular con 3 victorias, 1 empate y 7 derrotas, el equipo terminó 15.º lugar de la tabla general con solo 16 puntos, complicando su permanencia.
El Clausura 2011, Necaxa comenzó con 4 derrotas seguidas, por lo que antes de la jornada 5, su entonces técnico Daniel Brailovsky, fue cesado, y reemplazado por Sergio Bueno, con él se logró 5 partidos sin conocer la derrota con 3 victorias y 2 empates que eran puntos vitales para el Necaxa, pero en la fecha 10, Monterrey terminaron con esta racha, tras ganar 1-0 en el Estadio Victoria, a la cual le seguirán otras 2 derrotas con el Puebla y el Guadalajara.
El miércoles 13 de abril de 2011, los Rayos recibieron a los Estudiantes Tecos, teniendo un buen primer tiempo ya que los rayos llevaban una ventaja clara de 2-0, pero vendría el segundo tiempo, y los tapatíos lograron igualar el marcador por lo que el equipo de Aguascalientes ya se encontraba en la cuerda floja cada vez más cerca, además de que hubo un desacuerdo entre Sergio Bueno y José Antonio Castro.
El sábado 16 de abril de 2011, los rayos viajaron a Cancún, a enfrentarse a Atlante, en el primer tiempo los rayos dominaban el partido gracias a un gol de Arturo Javier Ledesma a pase de Sergio Blanco que aún los mantenía con vida, pero un penal acertadamente cobrado por Christian Bermúdez del Atlante, era el que mandaba otra vez a los rayos a la Liga de Ascenso, aun faltando dos partidos contra la UNAM y el Pachuca, el equipo terminó 17.º lugar de la tabla general con 15 puntos.
En el Clausura 2013 de la liga de ascenso, el equipo clasificó en el 5.º lugar a la liguilla con 5 victorias, 6 empates y 3 derrotas. En cuartos de final eliminó a los Tiburones Rojos de Veracruz por un marcador global de 6-3; de esta forma accedía a las semifinales, donde se enfrentó al equipo de Correcaminos UAT por un marcador de 6-4, en una de las semifinales más vibrantes por parte de los dos equipos; al final Necaxa logró pasar hacia la Gran Final en contra del equipo de Toros Neza. En el partido de ida grandes errores defensivos, incluyendo un penal fallado por parte de Víctor Lojero, daban la ventaja de 3-0 al equipo de Neza. Para el partido de vuelta y ante un estadio Victoria lleno, el Necaxa salió a tratar de remontar el partido, fue un partido donde tuvo la posesión del balón en todo momento, sin embargo, no fue suficiente para hacer la remontada, un contraataque en los últimos momentos por parte de Neza le dio la victoria a este equipo por 1-0, para quedar en el global 4-0 a favor de Toros Neza. De esta manera Necaxa perdía una vez más la oportunidad de ascender, quedando sentenciado a un año más en la liga de ascenso.
Para el Apertura 2013, la directiva tomó la decisión de cesar a Jaime Ordiales como director técnico del Club Necaxa para tomar su nueva posición como presidente deportivo, su lugar en tomado Armando González que siguió con el resto del torneo, Necaxa terminó como sublíder teniendo 25 puntos al igual que Oaxaca, solo que tenía mejor diferencia de goles. En la liguilla Necaxa se enfrentó en cuartos de final a Atlético San Luis debutante en la Liga de Ascenso que logró estar en la liguilla, pero Necaxa goleó con un rotundo 4-0 pasando así a semifinales, donde enfrentó a Delfines en la que arremetió con una goleada de 7-0, llegando por segunda vez consecutiva a la final. En ella se enfrentaría a la U. de G.; el partido de ida los Leones Negros lo ganaron 1-0 dejando una mínima desventaja a los de Aguascalientes, pero en el partido de vuelta los Rayos se complicaron las cosas y el partido terminó 1-1, para quedar el global 2-1 a favor de la U. de G.. De esta manera Necaxa perdía por segunda vez una final.

### Venta del club y ascenso
El 21 de marzo de 2014 el entonces presidente del club Yon de Luisa Plazas anunció que se había llegado a un acuerdo con un grupo de inversionistas encabezados por Ernesto Tinajero y Guillermo Cantú para la venta del club, así mismo comentó que el nombre y la sede del equipo se mantendrían y que se buscaría el ascenso lo más pronto posible. Grupo Televisa, aún propietario del equipo, seguiría con las operaciones del equipo hasta el mes de mayo de 2014.
En el Clausura 2014 ya con el cambio en la presidencia de Necaxa, Miguel de Jesús Fuentes fue nombrado director técnico. Tuvo un torneo bueno terminando en 4.º lugar para jugar la liguilla, con 6 victorias, 3 empates y 4 derrotas con 21 puntos. En la liguilla Necaxa se enfrentó en cuartos de final a Atlante, en el partido de ida el cuadro hidrocálido perdió 2-1, pero tenía una ventaja por el gol de visitante, ya en el partido de vuelta Necaxa se repuso y ganó 2-0, con un global 3-2 pasando a semifinales; en esta instancia se enfrentó a Zacatecas, el partido de ida lo ganó 1-0, pero en la vuelta se le complicó a Necaxa perdiendo 2-1, pero gracias a los goles de visita clasificó a la final, con un global 2-2. Ya en la final Necaxa se enfrentó a Coras Tepic, el partido de ida en Aguascalientes terminó 0-0 en un partido cerrado, pero en el partido de vuelta el cotejo terminó 4-4 en tiempo regular y en tiempo extra, llevándolo a penales, donde Necaxa ganó y obtuvo su tercer título de Liga de Ascenso y medio boleto para regresar al máximo circuito.
En el Clausura 2015 Necaxa terminó en 5.º lugar, con 6 victorias, 3 empates y 4 derrotas, cifra igual como el torneo pasado. En la fase final Necaxa se enfrentó a Mérida, el partido de ida en Aguascalientes terminó en empate 1-1, pero en el partido de vuelta los Rayos se repusieron ganando 3-1, con un global de 4-2 clasificó a semifinales; en estas instancias se enfrentó a un duro rival que sería antagonista del Ascenso, Dorados, en el partido de ida el conjunto de Sinaloa derrotó al conjunto rojiblanco 2-1, dejando a Necaxa en complicaciones que no se resolvieron en el partido de vuelta ya que cayó de nuevo por 2-1, con un global de 4-2 a favor de Dorados. Necaxa se tuvo que enfrentar al campeón del Clausura 2015 para ganarse el otro medio boleto en la Final de Ascenso 2014-15, pero su rival sería nuevamente Dorados, en el partido de ida ambos conjuntos salieron de Sinaloa con un empate de 1-1, en el partido de vuelta todo cambió, Necaxa dejó escapar su ascenso al perder 2-0, global de 3-1, Dorados ascendía a Primera División de México y Necaxa se quedaba otro año más en el ascenso.
En el Clausura 2016 Alfonso Sosa tomó el mando de director Técnico, haciendo un torneo regular sobresaliente con 8 victorias, 4 empates y 3 derrotas siendo sublíder solo debajo de U. de G.. En la Liguilla Necaxa se tuvo que enfrentar a Correcaminos UAT, lo venció 1-0 de visita en la ida, y en la vuelta terminó con un empate de 1-1; en la siguiente instancia el conjunto Hidrocálido se tendría que medir a un viejo rival, Atlante, en el mejor enfrentamiento de las semifinales, ya que en el partido de vuelta los necaxistas llegaron con la ventaja de 2-1 de la ida en Cancún. Un penal que convirtió Garcés al 48’ daba el empate global, solo necesitaba de uno más los Potros. Pero Necaxa volvió a través fue Rodrigo Prieto al 57, aprovechó un pase de Isijara que desbordó hasta línea final. Cinco minutos después apareció Barraza para rematar picado de cabeza para darle la vuelta al marcador. Al 68 Isijara puso el tercero después de quitarse a par de defensas y desató la fiesta en el ascenso. Uscanga aún acercó a los azulgranas. En la final se enfrentó a Zacatecas, en busca del boleto que le llevaría a enfrentar a Juárez. Ganó en la ida 2-0, y en el de vuelta el partido terminó con empate 0-0, ganando su cuarto título de ascenso en Necaxa al igual que medio boleto para regresar al máximo circuito.
El 21 de mayo de 2016 en un emotivo partido de vuelta de la Final de Ascenso 2015-16, contra Juárez, Necaxa asciende a la Primera división después de haber estado cinco años en la categoría de plata. Necaxa venció por un marcador global de 3-0, ganando el juego de ida 1-0 en el Estadio Victoria, para la siguiente semana ganar 2-0 en el Estadio Olímpico Benito Juárez.

### Campeonato de Copa y Supercopa
Tras ascender, el cuadro necaxista se centró en mantenerse en Primera División por lo cual el plantel se mantuvo casi intacto, con algunos nuevos jugadores como el delantero Edson Puch, en el Apertura 2016 Necaxa sorprendió bajo al mando de Alfonso Sosa, tuvo un torneo regular bueno con 6 victorias, 8 empates y 3 derrotas con 26 puntos en la posición 7.ª llegando a liguilla; en cuartos de final se enfrentó a Pachuca, en el partido de ida en Aguascalientes se ganó 2-1, llevándose una ventaja mínima, en el partido de vuelta todo terminó en empate a 0-0 por lo cual Necaxa pasaba a semifinales; en esas instancias el rival era América, el partido de ida en Aguascalientes concluyó empate 1-1, ya en el partido de vuelta Necaxa no pudo y fue derrotado 2-0, global 3-1.
Necaxa fue sorteado en el grupo 6 de la Copa México Clausura 2018 en donde también se encontraban Zacatepec y Murciélagos; pudo calificar a la siguiente fase del torneo como uno de los mejores segundos lugares después de ganar 2 juegos, empatar uno y perder uno.
En los octavos de final derrotó al Atlas en el Estadio Victoria por el marcador de 2-1 con goles de Martín Barragán y de Luis Pérez; en cuartos de final derrotó a domicilio 2 a 1 a la UNAM con un gol de tiro libre de Matías Fernández y un gol de Luis Pérez; en las semifinales logró derrotar al Santos Laguna por 2-1 gracias a un gol en el minuto 90 de Víctor Dávila, y fue a la final del certamen en contra del Toluca.
Necaxa llegó a su primera final después de su último ascenso, y a una final de copa después de dos años (cuando perdió contra del Veracruz). El 11 de abril de 2018, después de un partido cerrado y peleado en el Estadio Victoria en contra del Toluca, los Rayos salieron campeones de la Copa México Clausura 2018 con un autogol de Santiago García en los minutos finales del partido y rompiendo una sequía de 23 años sin conseguir un título de Copa MX.
Antes de empezar con el Apertura 2018 Necaxa tuvo que enfrentarse ante Monterrey por la Supercopa Mx 2017-18 el 15 de julio de 2018 en el StubHub Center de los Ángeles. Necaxa derrotó a Monterrey por la mínima 1-0 para ganar su segunda copa en el año.

### Década de 2020
En el Clausura 2020 no pudo terminar el torneo regular debido a la pandemia de COVID-19 solo se jugaron 10 Jornadas con un balance muy irregular. En el Torneo Guard1anes 2020 empezó pero con la baja de Mauro Quiroga, que fue vendido a Club Atlético de San Luis. El club clasifica por medio de la reclasificación a la fase final, sin embargo en esta ronda enfrentó al Guadalajara perdiendo 1-0.
Para el 2021, no mejoraría el equipo, en el Clausura 2021 tras 11 Jornadas José Guadalupe Cruz es destituido por un mal torneo y en su lugar regresa Guillermo Vázquez, este Necaxa tuvo su peor Torneo con 11 Pts. con un saldo de 2 victorias, 5 empates y 10 derrotas. Para el Apertura 2021, Guillermo Vázquez sería destituido tras 10 Jornadas, Necaxa jugaría una jornada con un entrenador interino para la llegada de Pablo Guede, que terminaría el torneo, por segunda vez Necaxa no alcanzaría puestos de "Reclasificación" teniendo un saldo de 6 victorias, 2 empates y 9 derrotas, el jugador más importante en este año fue Alejandro Zendejas.
Para el 2022, el equipo mejoraría por momentos, en el Clausura 2022 Necaxa traería a un nuevo goleador que sería muy fugaz, Rodrigo Aguirre Soto anotando ocho goles en este torneo, Pablo Guede sería destituido y nombraron como nuevo entrenador a Jaime Lozano quien le dio vuelta al equipo poniéndolo como un contendientes a estar en la "reclasificación", tras las 17 jornadas del torneo, Necaxa terminó en la posición 9.ª con 7 victorias, 2 empates y 8 derrotas, una suma de 23 puntos, que ayudaron a no estar en posiciones de "descenso". En la reclasificación el oponente fue el Cruz Azul, el partido terminó con empate a uno, y n la tanda de penales el conjunto necaxista cayó 3-1.

## Estadios

### Parque Necaxa
Estuvo ubicado en la Calzada de los Cuartos (hoy Obrero Mundial) y Río de la Piedad a un costado del también desaparecido Parque Delta en la Ciudad de México. Construido para 15 000 personas sentadas, podía hospedar en partidos importantes hasta 23 000 aficionados de pie. Su cancha contaba con un sistema de drenaje proveniente de los Estados Unidos que evitaba encharcamientos y el pasto, era de calidad inglesa instalado por técnicos de aquel país. Su primer partido fue un amistoso contra la selección de fútbol de México, que terminó con triunfo necaxista 5-4, en el marco de la inauguración del inmueble el 14 de septiembre de 1930. El primer partido oficial habría sido el 2 de noviembre del mismo año en la jornada inaugural de la temporada 1930-31, el juego fue un empate a uno contra Atlante; sin embargo la cancelación de dicha temporada y la anulación de sus juegos, ocasionó que el debut en competencia oficial ocurriera en efecto hasta la semana nueve de la Liga Mayor 1931-32, incluso cuando otros equipos ya habían jugado partidos de esa temporada ahí; el encuentro fue el 20 de marzo de 1932 con la victoria 2-1 ante el Sporting de Veracruz. El último partido fue el 28 de marzo de 1943 correspondiente a la semana 23 de la Liga Mayor 1942-43, entre el conjunto electricista y el América, que concluyó con triunfo para los locales 5-3. Al final de dicha temporada, con el retiro y desaparición del equipo, el estadio fue demolido, luego de la venta de los terrenos en que se asentaba, esto por parte de los herederos del fallecido William Frasser, fundador y benefactor del equipo y el estadio.
En esta cancha vivió la primera gran etapa de la institución en medio de la denominada dinastía de los Once hermanos consiguiendo cuatro títulos de liga, dos de Copa México y un Campeonato Nacional Amateur, investido como selección de la Ciudad de México.

### Estadio de la Ciudad de los Deportes
Ubicado en la Ciudad de México, fue inaugurado el 6 de octubre de 1946 con un encuentro de fútbol americano entre los Pumas de la UNAM y Los Aguiluchos del Heroico Colegio Militar, con el nombre de "Estadio Olímpico de la Ciudad de los Deportes". En este escenario reapareció el cuadro rojiblanco en la campaña 1950-51, sin que ahí se presentara ningún título para la institución.
Su primer partido fue el 28 de septiembre de 1950, durante la jornada 2 de la campaña 1950-51, perdiendo 1-4 con Atlante. Aunque formalmente, la última vez que actuó como local fijo en dicho escenario, fue en el juego de vuelta de los octavos de final de la Copa México 1956-57 (empate a uno con Zacatepec), a lo largo de los años se convirtió en una sede alterna recurrente en situaciones extraordinarias; sobresalen, algunos juegos como local durante el Torneo México 1970, mientras el estadio Azteca era acondicionado para la Copa Mundial de Fútbol de 1970; en 1993 cuando tuvo que emplearlo ante el uso del Coloso de Santa Úrsula para los conciertos de Michael Jackson y algunos juegos eventuales por eventos similares, siendo el último el 6 de septiembre de 2002 en la jornada 6 del Apertura 2002 (triunfo 3-1 ante Jaguares de Chiapas).

### Estadio Olímpico Universitario
Estadio multiusos perteneciente a la Universidad Nacional Autónoma de México, es el segundo estadio más grande de México después del Estadio Azteca, también en la Ciudad de México, tiene una capacidad de 68 954 espectadores. Fue la principal sede de los Juegos Olímpicos de 1968. En este escenario el equipo regresó a la senda de los campeonatos al conseguir la Copa México de 1959-60 y 1965-66, y el Campeón de Campeones 1965-66.
Su primer partido en este escenario fue el 13 de julio de 1955 en la jornada dos de la temporada 1955-56, venciendo 4-1 a León. No obstante las distancias y algunos otros inconvenientes ocasionaron que el equipo regresara en la temporada 1956-57 a la Ciudad de los Deportes durante un año, después de esto se estableció definitivamente aquí. Su último partido como local fijo, fue un empate a uno contra Toluca, correspondiente a la jornada 29 de la temporada 1965-66 el 12 de diciembre de 1965. Sin embargo volvería a utilizarlo de forma emergente, siendo la última vez el 27 de abril de 2002 durante la jornada 19 del Verano 2002 (triunfo 2-0 ante León).

### Estadio Azteca
Ubicado al sur de la Ciudad de México, en la alcaldía Coyoacán; con capacidad para 87 000 espectadores, es el segundo estadio más grande del continente americano y el séptimo más grande del mundo. Es también conocido con el sobrenombre de El Coloso de Santa Úrsula. Fue diseñado por los arquitectos Pedro Ramírez Vázquez y Rafael Mijares Alcérreca e inició su construcción en 1962 como parte del proyecto para obtener la sede de la Copa Mundial de Fútbol de 1970.
Fue miembro fundador de la sociedad anónima que construyó y administraría el estadio (Fútbol del Distrito Federal S.A de C.V). Participó en la serie internacional que inauguró el inmueble, teniendo su primer partido el 2 de junio de 1966, cayendo 2-0 ante Torino. En competencia oficial su primer partido fue el 7 de junio en la Copa México 1966-67, empatando a cero con Cruz Azul; en el torneo de liga su primer partido como local (había jugado como visitante ante América en la jornada uno) fue en la fecha dos, el 31 de julio de 1966 venciendo 4-0 a Oro. En este lugar el equipo escenificó la segunda gran etapa histórica del club en la década de los años 1990. Considerando únicamente los partidos finales escenificados aquí, el club conquistó dos títulos de liga, estos fueron los del bicampeonato de 1994-95 y 1995-96; aunque uno de ellos en calidad de visitante administrativo frente a Cruz Azul. Además de perder la final de liga del Verano 2002 frente a América.
Una característica singular de su estancia en este estadio fue la constante ausencia de aficionados en gran cantidad y por ende las bajas entradas promedio registradas cada temporada, al grado de llegar a recibir únicamente algunos cientos de asistentes en partidos de liga y copa. Incluso se vio superado en cantidad de aficionados por un equipo ajeno a la Ciudad de México, el Atlético Celaya, en la final de la temporada 1995-96.
El último partido que disputó como local en torneos de liga fue el 11 de mayo de 2003 en la penúltima jornada del Clausura 2003 con el empate a cero frente a Veracruz. No obstante jugó como local en torneo oficial nuevamente, el 10 de mayo de 2007 en el duelo de vuelta de los octavos de final de la Copa Libertadores 2007 frente a Nacional, perdiendo 0-1 con el conjunto uruguayo.

### Estadio Victoria

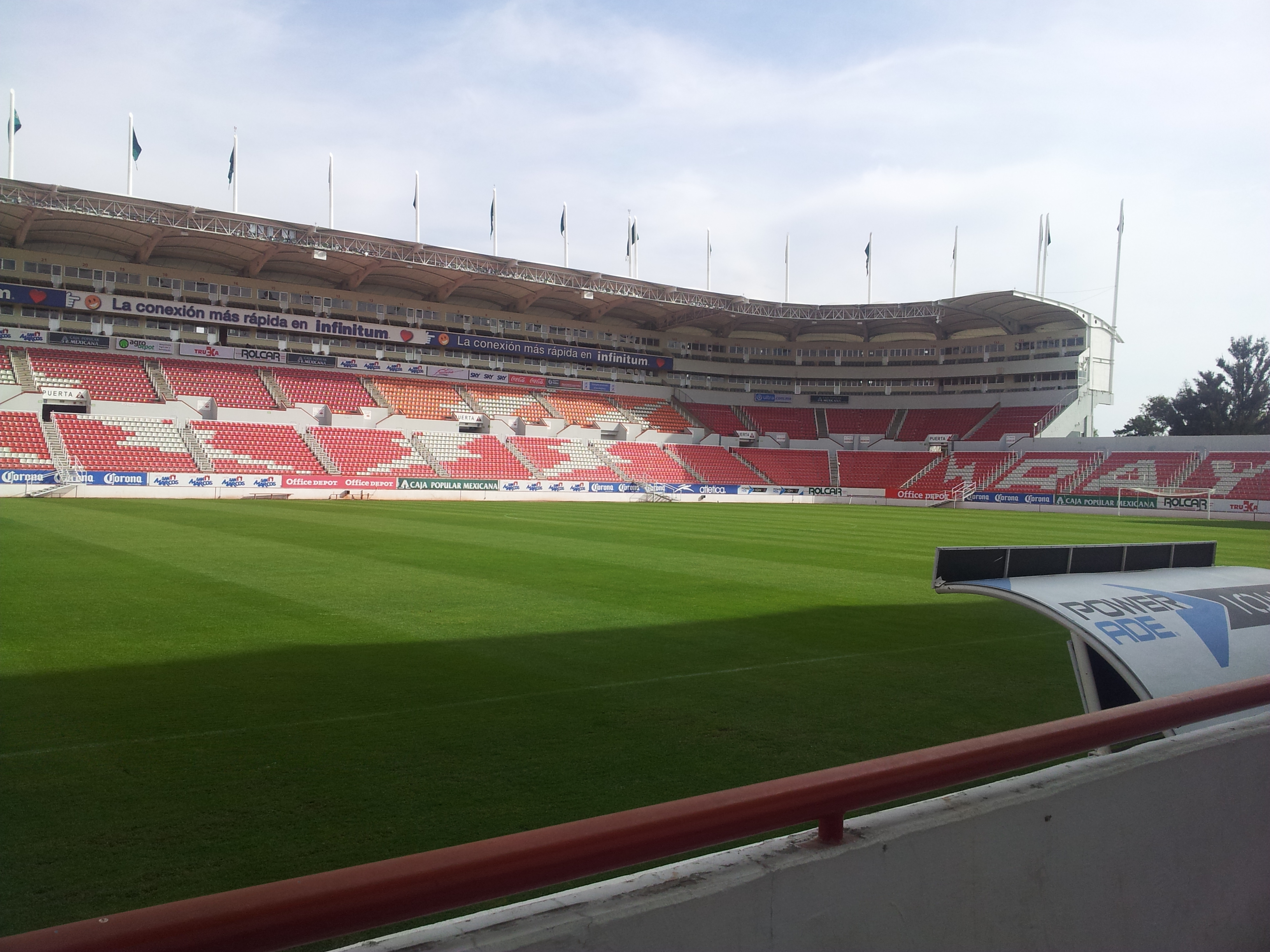
Interior del Estadio Victoria.

El Estadio Victoria, situado en la ciudad de Aguascalientes, es la casa de los Rayos del Necaxa desde el torneo Apertura 2003. Aunque desde el año 2000 cuando empezó a planear su mudanza, el equipo realizó esporádicamente juegos oficiales en el Estadio Municipal de Aguascalientes.
Tiene capacidad para 25 500 espectadores. El nombre del estadio fue vendido en concesión de 25 años al Grupo Modelo, el cual le asignó el nombre de 'Victoria' por la marca de una de sus cervezas.
Este estadio se construyó en la céntrica colonia Héroes (frente al parque de béisbol "Alberto Romo Chávez"), en lo que antes era el Estadio Municipal; de terreno estatal y construcción municipal pasó a ser de un particular (de propiedad pública a privada), del exgobernador de Aguascalientes, Luis Armando Reynoso Femat.
El inmueble actualmente se ubica en la denominada área deportiva de Aguascalientes, ya que en sus alrededores se ubican: El Parque de Béisbol, gimnasio, cancha de basquetbol, velódromo, alberca semi-olímpica, entre otros.

## Rivalidades

### El primer clásico capitalino
A finales de la década de 1920, la hegemonía del América en la Liga Mayor estaba llegando a su fin. Fue entonces cuando comenzó a gestarse el primer clásico de la Ciudad de México, en esa época el dominio del fútbol lo tenían también los dos clubes de origen español (España y Asturias), sin embargo había otros dos equipos netamente mexicanos que presentaban una auténtica oposición a esa fuerza hispana.
Por un lado estaban los "Prietitos" del Atlante, que para ese entonces ya eran el equipo más popular de la ciudad, y por otro lado había un equipo que era famoso por su buen trato a la pelota, los "Electricistas" del Necaxa, ambos conjuntos empezaron a arrebatarle títulos y protagonismo a los orgullosos españoles, además de ser parte de auténticas batallas entre ellos en los campos del fútbol mexicano. A partir de esos tiempos se arraigo el primer clásico en la historia de la capital.

## Sobrenombres
El Club Necaxa se ha distinguido por tener una gran variedad de sobrenombres que a lo largo de la historia lo han identificado:
- Los Electricistas: Este apodo se debe a que los jugadores del Club Necaxa trabajaban en la empresa Mexican Light and Power Company Limited y los domingos se dedicaban a jugar fútbol, por eso eran muy conocidos con el apodo de la Compañía de Luz.
- Los Rojiblancos: El motivo de este apodo se debe a los colores rojo y blanco que lleva el uniforme del Necaxa.
- Los Once hermanos: Once jugadores que jugaban a la perfección, se entendían de maravilla, por eso en la década de los años 1930 conquistaron infinidad de campeonatos y se convirtieron en el equipo más popular del país
- El Campeonísimo: Este apodo se lo ganaron en 1935 ya que en ese año Necaxa arrasó con cinco campeonatos y el periodista Francisco Martínez de la Vega fue quien por primera vez en la historia del fútbol mexicano les puso el apodo de "Campeonísimo"
- El Equipo de la década Se debe al gran éxito que tuvo Necaxa en la década de los años 1990, conquistaron varios títulos y ídolos marcaron toda una época en el fútbol mexicano.
- Los Rayos: En 1982, la directiva decide renovar la imagen del equipo al ponerles el nuevo apodo de "Los Rayos"; al llegar a Aguascalientes el equipo fue rebautizado como los "Hidrorayos" dado que el término 'Hidro" proviene de Hidrocálidos que es el gentilicio de Aguascalientes.

## Datos del club
- Temporadas en Primera División: 102 (1923-43, 1950-71, 1982-2009, 2010-11, 2016-Presente)
- Temporadas en Liga de Ascenso: 12 (2009-2010, 2011-2016)
- Liguillas por el título: 28
- Finales por el título: 6 (1994-95, 1995-96, Inv. 1996, Ver. 1998, Inv. 1998 y Ver. 2002.)
- Superliderato: 1 (1992-1993)
- Mayor goleada conseguida:
  - En campeonatos nacionales: 9-0 frente al Atlante FC (1933), 9-0 frente al América en la Copa México (1936)
  - En torneos cortos (nacionales): 7-0 frente al Veracruz (Apertura 2019)
- Mayor goleada encajada:
  - En torneos largos (hasta 1996): 8-3 contra Monterrey (1961-62)
  - En torneos cortos (nacionales): 6-0 contra Monarcas Morelia (Apertura 2002)
  - En torneos internacionales: 6-0 contra Monarcas Morelia (Semifinal Vuelta de la Copa de Campeones CONCACAF 2003)
- Mejor puesto en la liga: 1.º en 1992-1993
  - En torneos cortos: 2.º en el Verano 1998
- Peor puesto en la liga: 20.º en 1984-1985
  - En torneos cortos: 18.º en el Torneo Clausura 2006 y Torneo Clausura 2021.
- Máximo goleador: Ricardo Peláez Linares (158).
- Más partidos disputados: Nicolás Navarro (543).

## Uniforme

### Uniformes actuales
- Uniforme local: Camiseta roja con rayos blancos, pantalón y medias rojas.
- Uniforme visitante: Camiseta gris con rayos blancos, pantalón y medias grises.
- Uniforme alternativo: Camiseta gris con un rayo rojo, pantalón y medias rojas.

| Primer Uniforme | Segundo Uniforme | Tercer Uniforme |

### Uniformes anteriores
- 2023-2024

| Primer Uniforme | Segundo Uniforme | Tercer Uniforme | Uniforme 100 Aniversario | Uniforme Autismo |

- 2022-2023

| Primer Uniforme | Segundo Uniforme | Tercer Uniforme | Cuarto Uniforme |

- 2021-2022

| Primer Uniforme | Segundo Uniforme | Tercer Uniforme |

- 2020-2021

| Primer Uniforme | Segundo Uniforme | Tercer Uniforme |

- 2019-2020

| Primer Uniforme | Segundo Uniforme | Tercer Uniforme |

- 2018-2019

| Primer Uniforme | Segundo Uniforme | Tercer Uniforme |

- 2017-2018

| Primer Uniforme | Segundo Uniforme | Tercer Uniforme |

- 2016-2017

| Primer Uniforme | Segundo Uniforme | Tercer Uniforme |

- 2015-2016

| Primer Uniforme | Segundo Uniforme | Tercer Uniforme |

- 2014-2015

| Primer Uniforme | Segundo Uniforme | Tercer Uniforme |

- 2013-2014

| Primer Uniforme | Segundo Uniforme |

- 2012-2013

| Primer Uniforme | Segundo Uniforme | Tercer Uniforme |

### Indumentaria y patrocinadores
| Período       | Proveedor | Logo |
| ------------- | --------- | ---- |
| 1987 - 1995   | Adidas    |      |
| 1995 - 1999   | Umbro     |      |
| 1999 - 2001   | Eescord   |      |
| 2001 - 2007   | Atletíca  |      |
| 2007 - 2010   | Voit      |      |
| 2010 - 2012   | Atletíca  |      |
| 2012 - 2014   | Pirma     |      |
| 2014 - 2017   | Umbro     |      |
| 2017-2020     | Charly    |      |
| 2020-presente | Pirma     |      |

| Período       | Patrocinio                  |
| ------------- | --------------------------- |
| 1987-1990     | Choco Milk                  |
| 1991-2001     | Coca Cola                   |
| 1995-1997     | Elf Aquitaine               |
| 1999-2001     | Cerveza Sol                 |
| 2001-2006     | Bimbo                       |
| 2001-2006     | Cerveza Víctoria            |
| 2006-2007     | Visa                        |
| 2008-2009     | Sabritas                    |
| 2009          | Diversity Capital de México |
| 2009-2014     | Caja Popular Mexicana       |
| 2014-2016     | Búfalo                      |
| 2016-2017     | Cavall Sport                |
| 2017-presente | Rolcar                      |
| 2021-presente | J.M. Romo                   |

## Jugadores

### Plantilla y cuerpo técnico
- De acuerdo con los reglamentos vigentes, de competencia de la Liga MX (2025-26) y de participación por formación de la FMF (2021), los equipos de la primera división están limitados a tener registrados en sus planteles un máximo de nueve jugadores no formados en México (NFM), de los cuales solo ocho pueden ser convocados por partido y únicamente siete podrán tener participación. Esta categoría de registro, no solo incluye a los extranjeros, sino también a los mexicanos por naturalización. Los jugadores que obtengan su carta de naturalización durante el torneo, permanecerán con el registro de su nacionalidad de origen hasta el certamen siguiente; no obstante, si un jugador naturalizado participa de un partido de competencia oficial con la selección mexicana, podrá ser registrado como «formado en México» para la campaña siguiente.[48][49]
- En virtud de lo anterior, la nacionalidad expuesta aquí, corresponde a la del registro formal ante la liga, indistintamente de otros criterios como doble nacionalidad, la mencionada naturalización o la representación de un seleccionado nacional distinto al del origen registrado.
- En cumplimiento de lo dispuesto por el artículo 28 del reglamento de competencia, los clubes deberán acumular un mínimo de 1170 minutos jugados por elementos formados en México (FM), nacidos a partir del 1 de enero de 2003; para ello, y de conformidad con los artículos 8, 9 y 10, podrán utilizar jugadores de sus equipos de categorías menores que participan en las Ligas de Fuerzas Básicas; o en caso de tenerlas, de sus filiales de Liga de Expansión, Liga Premier y Liga TDP. Todo lo anterior con el formato de «carnet único», es decir, la autorización formal de la FMF para jugar en todos los equipos ligados a la misma institución. Por lo cual, para los efectos de esta tabla, solo aparecerán los jugadores registrados en la fuente principal (sitio oficial de la Liga MX) para el primer equipo, y no aquellos que en el lapso del certamen disputen partidos para cumplir la regla de menores, sin estar inscritos en el plantel principal.[50]

### Altas y bajas: Apertura 2025
| Altas             | Altas         | Altas                    | Altas    | Altas |
| Jugador           | Posición      | Procedencia              | Tipo     |       |
| ----------------- | ------------- | ------------------------ | -------- | ----- |
| Franco Rossano    | Defensa       | Club América             | Préstamo |       |
| Cristian Calderón | Defensa       | Club América             | Préstamo |       |
| Tomás Jacob       | Defensa       | C.A. Newell's Old Boys   | Traspaso |       |
| Raúl Sánchez      | Mediocampista | Club Deportivo Castellón | Traspaso |       |

| Bajas             | Bajas         | Bajas                    | Bajas           | Bajas |
| Jugador           | Posición      | Destino                  | Tipo            |       |
| ----------------- | ------------- | ------------------------ | --------------- | ----- |
| Alejandro Mayorga | Defensa       | Fútbol Club Juárez       | Traspaso        |       |
| Alán Montes       | Defensa       | Sporting Kansas City     | Préstamo        |       |
| Raúl Sandoval     | Defensa       | Club Deportivo Irapuato  | Fin de contrato |       |
| José Paradela     | Mediocampista | Club de Fútbol Cruz Azul | Traspaso        |       |
| Arturo Palma      | Mediocampista | Atlético Morelia         | Agente libre    |       |

### Jugadores internacionales
Nota: en negrita jugadores parte de la última convocatoria en la correspondiente categoría.
| Selección | Categoría | # | Jugador(es)                                  |
| --------- | --------- | - | -------------------------------------------- |
| México    | Absoluta  | 2 | Alexis Peña, Emilio Lara                     |
| México    | Sub-23    | 3 | Emiliano Pérez, Diego Gómez, Emilio Martínez |
| México    | Sub-20    | 1 | Jesús Alcántar                               |
| Uruguay   | Absoluta  | 1 | Agustín Oliveros                             |

### Jugadores históricos
- Álex Aguinaga
- Ignacio Ambriz
- Ivo Basay
- Octavio Becerril
- Horacio Casarín
- Hilario López
- Luis "Pichojos" Pérez
- Alberto García Aspe
- Luis Hernández
- Efraín Herrera
- José María Higareda
- Guillermo Ortiz
- Julio Lores
- Javán Marinho
- Nicolás Navarro
- Julio Palleiro
- Ricardo Peláez
- Carlos Pavón
- Pablo Quatrocchi
- Tulio Quiñones
- Eduardo Vilches
- Sergio Zárate
- Alfredo Moreno
- Adolfo Ríos

### Campeones de goleo en Primera División
| Jugador              | Temporada     | Goles | Nacionalidad         |
| -------------------- | ------------- | ----- | -------------------- |
| Miguel Ruiz          | 1926-27       | 13    |                      |
| Julio Lores          | 1931-32       | 20    |                      |
| Julio Lores          | 1932-33       | 8     |                      |
| Hilario López        | 1934-35       | 17    |                      |
| Julio Lores          | 1936-37       | 7     |                      |
| Horacio Casarin      | 1950-51       | 17    |                      |
| Tulio Quiñones       | 1952-53       | 14    |                      |
| Julio María Palleiro | 1953-54       | 21    | Bandera de Uruguay   |
| Julio María Palleiro | 1954-55       | 19    | Bandera de Uruguay   |
| Norberto Outes       | 1983-84       | 28    | Bandera de Argentina |
| Ivo Basay            | 1992-93       | 27    |                      |
| Agustín Delgado      | Verano 2000   | 14    |                      |
| Mauro Quiroga        | Apertura 2019 | 12    |                      |
| Diber Cambindo       | Clausura 2024 | 8     |                      |

### Campeones de goleo en Copa México
| Jugador         | Temporada | Goles |
| --------------- | --------- | ----- |
| Antonio Munguía | 1963-64   | 7     |
| Dante Juárez    | 1965-66   | 9     |
| Javan Marinho   | 1968-69   | 5     |

### Campeones de goleo en la división de ascenso
| Jugador       | Temporada     | Goles |
| ------------- | ------------- | ----- |
| Víctor Lojero | Apertura 2012 | 11    |
| Víctor Lojero | Clausura 2013 | 12    |

### Máximos anotadores
| #  | Jugador             | Período               | LIG | CPA | CDC | CON | REC | LIB | MER | PRE | MDC | INL | Total |
| -- | ------------------- | --------------------- | --- | --- | --- | --- | --- | --- | --- | --- | --- | --- | ----- |
| 1  | Ricardo Peláez      | 1987-97               | 138 | 16  | -   | 1   | 3   | -   | -   | -   | -   | -   | 158   |
| 2  | Ivo Basay           | 1990-95               | 101 | 6   | -   | -   | 2   | -   | -   | -   | -   | -   | 109   |
| 3  | Álex Aguinaga       | 1989-03               | 85  | 4   | -   | 2   | 1   | -   | -   | -   | 1   | -   | 93    |
| 4  | Horacio Casarín     | 1936-42 / 1950-51     | 68  | 13  | -   | -   | -   | -   | -   | -   | -   | -   | 81    |
| 5  | Alberto García Aspe | 1991-97               | 71  | 4   | -   | -   | -   | -   | -   | -   | -   | -   | 75    |
| 6  | Alfredo Moreno      | 2001 / 2003-07 / 2009 | 58  | -   | -   | -   | -   | 1   | 6   | -   | -   | 4   | 69    |
| 7  | Julio Palleiro      | 1951-59               | 64  | ?   | -   | -   | -   | -   | -   | -   | -   | -   | 64    |
| 8  | Guillermo Ortiz     | 1960-66               | 63  | ?   | 1   | -   | -   | -   | -   | -   | -   | -   | 64    |
| 9  | Javán Marinho       | 1966-70               | 55  | 5   | -   | -   | -   | -   | -   | -   | -   | -   | 60    |
| 10 | Sergio Vázquez      | 1997-00               | 40  | -   | -   | 2   | -   | -   | -   | 1   | -   | 2   | 45    |
| 11 | Agustín Delgado     | 1999-01               | 35  | -   | -   | 3   | -   | -   | 5   | -   | 2   | -   | 45    |
| 12 | Sergio Zárate       | 1995-97 / 1998-99     | 39  | 1   | -   | 2   | -   | -   | -   | -   | -   | 1   | 43    |
| 13 | Luis Hernández      | 1994-98               | 37  | 2   | -   | -   | 1   | -   | -   | -   | -   | -   | 40    |
| 14 | Norberto Outes      | 1983-85               | 39  | -   | -   | -   | -   | -   | -   | -   | -   | -   | 39    |

### Más encuentros disputados
| N.º | Jugador         | Periodo                    | Partidos |
| --- | --------------- | -------------------------- | -------- |
| 1   | Nicolás Navarro | 1984-97 / 2001-03          | 489      |
| 2   | Álex Aguinaga   | 1989-2003                  | 476      |
| 3   | Ricardo Peláez  | 1987-1997                  | 352      |
| 4   | Ignacio Ambríz  | 1983-86 /1989-96 / 1999-01 | 283      |

## Palmarés

### Época Amateur
| Competición nacional                                    | Títulos                             | Subcampeonatos             |
| ------------------------------------------------------- | ----------------------------------- | -------------------------- |
| Campeonato de Primera Fuerza de la FMF/Liga Mayor (4/3) | 1932-33, 1934-35, 1936-37, 1937-38. | 1924-25, 1931-32, 1939-40. |
| Copa México (2/3)                                       | 1932-33, 1935-36.                   | 1933-34, 1939-40, 1941-42. |
| Copa Eliminatoria (2/0)                                 | 1924-25, 1925-26.                   |                            |

### Época Profesional
| Competición nacional             | Títulos                                                         | Subcampeonatos                           |
| -------------------------------- | --------------------------------------------------------------- | ---------------------------------------- |
| Primera División de México (3/3) | 1994-95, 1995-96, Invierno 1998.                                | Invierno 1996, Verano 1998, Verano 2002. |
| Copa México (4/1)                | 1959-60, 1965-66, 1994-95, Clausura 2018.                       | Clausura 2016.                           |
| Campeón de Campeones (2/1)       | 1965-66, 1994-95.                                               | 1959-60.                                 |
| Supercopa de México (1/1)        | 2017-18.                                                        | 2018-19.                                 |
| Liga de Ascenso de México (4/2)  | Apertura 2009, Bicentenario 2010, Apertura 2014, Clausura 2016. | Clausura 2013, Apertura 2013.            |
| Campeón de Ascenso (2/1)         | 2009-10, 2015-16.                                               | 2014-15.                                 |

| Competición internacional              | Títulos | Subcampeonatos |
| -------------------------------------- | ------- | -------------- |
| Liga de Campeones de la Concacaf (1/1) | 1999.   | 1996.          |
| Recopa de la Concacaf (1/0)            | 1994.   |                |

### Torneos clasificatorios
- Interliga: 2007

### Torneos nacionales amistosos
- Cuadrangular Ciudad de México: 1956[52]
- Torneo Jarrito de Oro (2): 1961,[53] 1963[54]
- Copa 100 Años de la UNAM: 2010
- Trofeo IMSS 70 aniversario: 2013
- Trofeo "Feria León 2018" alusivo al 442 aniversario de la Ciudad de León: 2018
- Trofeo Conmemorativo por el 50 aniversario del Estadio Cuauhtémoc: 2018
- Copa Aras: 2021

### Torneos internacionales amistosos
- Copa de la Amistad Cavall: 2016

## Entrenadores
| Nombre                       | Torneo                        | PD  | G   | E  | P   |
| ---------------------------- | ----------------------------- | --- | --- | -- | --- |
| Enrique Díaz                 | 1982                          | 16  | 2   | 7  | 7   |
| Walter Ormeño                | 1982–1984                     | 60  | 14  | 27 | 19  |
| José Antonio Roca García     | 1984–1985                     | 38  | 5   | 15 | 18  |
| Mario Pérez Guadarrama       | 1986–1987                     | 40  | 7   | 24 | 9   |
| Cayetano Ré                  | 1987–1988                     | 46  | 15  | 15 | 16  |
| Aníbal Ruiz                  | 1988–1990                     | 70  | 24  | 28 | 18  |
| Eduardo Luján Manera         | 1990–1991                     | 38  | 12  | 11 | 15  |
| Roberto Saporiti             | 1991–1994                     | 121 | 52  | 39 | 30  |
| Manuel Lapuente              | 1994-1995 - Invierno 1997     | 61  | 26  | 15 | 20  |
| Raúl Arias                   | Verano 1998 - Clausura 2005   | 297 | 120 | 76 | 101 |
| Enrique López Zarza          | Apertura 2005 - Apertura 2006 | 45  | 16  | 10 | 19  |
| Pablo Luna                   | Apertura 2006                 | 1   | 0   | 1  | 0   |
| Hugo Sánchez                 | Apertura 2006                 | 7   | 2   | 1  | 4   |
| José Luis Trejo              | Clausura 2007                 | 17  | 4   | 6  | 7   |
| Hans Westerhof               | Apertura 2007                 | 17  | 5   | 5  | 7   |
| Salvador Reyes de la Peña    | Clausura 2008 - Apertura 2008 | 33  | 6   | 18 | 9   |
| Octavio Becerril             | Apertura 2008                 | 5   | 2   | 2  | 1   |
| Raúl Arias                   | Clausura 2009                 | 17  | 3   | 5  | 9   |
| Omar Arellano                | Apertura 2009 - Apertura 2010 | 44  | 22  | 17 | 5   |
| Daniel Brailovsky            | Apertura 2010 - Clausura 2011 | 15  | 3   | 1  | 11  |
| Sergio Bueno                 | Clausura 2011                 | 13  | 3   | 6  | 4   |
| Francisco Ramírez            | Apertura 2011                 | 12  | 5   | 4  | 3   |
| Luis Francisco García Llamas | Apertura 2011                 | 3   | 1   | 1  | 1   |
| Milton Queiroz da Paixão     | Clausura 2012                 | 14  | 8   | 3  | 3   |
| Jaime Ordiales (*)           | Apertura 2012 - Apertura 2013 | 31  | 17  | 10 | 4   |
| Armando González             | Apertura 2013-Clausura 2014   | 38  | 18  | 12 | 8   |
| Miguel de Jesús Fuentes      | Apertura 2014-Apertura 2015   | 36  | 15  | 9  | 12  |
| Alfonso Sosa                 | Clausura 2016- Clausura 2017  | 38  | 12  | 16 | 10  |
| Ignacio Ambriz               | Apertura 2017-Clausura 2018   | 34  | 10  | 16 | 8   |
| Marcelo Michel Leaño         | Apertura 2018                 | 13  | 3   | 3  | 7   |
| Guillermo Vázquez            | Clausura 2019-Apertura 2019   | 50  | 21  | 11 | 18  |
| Alfonso Sosa                 | Clausura 2020-Apertura 2020   | 16  | 4   | 4  | 8   |
| José Guadalupe Cruz          | Apertura 2020-Clausura 2021   | 21  | 6   | 5  | 9   |
| Guillermo Vázquez            | Clausura 2021-Apertura 2021   | 16  | 4   | 1  | 11  |
| Pablo Guede                  | Apertura 2021-Clausura 2022   | 10  | 3   | 2  | 5   |
| Jaime Lozano                 | Clausura 2022-Apertura 2022   | 32  | 11  | 7  | 14  |
| Andrés Lillini               | Clausura 2023                 | 17  | 3   | 5  | 9   |
| Rafael Dudamel               | Apertura 2023                 | 6   | 0   | 2  | 4   |
| Eduardo Fentanes             | Apertura 2023-Apertura 2024   | 46  | 15  | 13 | 18  |
| Nicolás Larcamón             | Clausura 2025                 | 19  | 10  | 3  | 6   |
| Fernando Gago                | Apertura 2025                 | 8   | 2   | 3  | 3   |